# Josefstadt

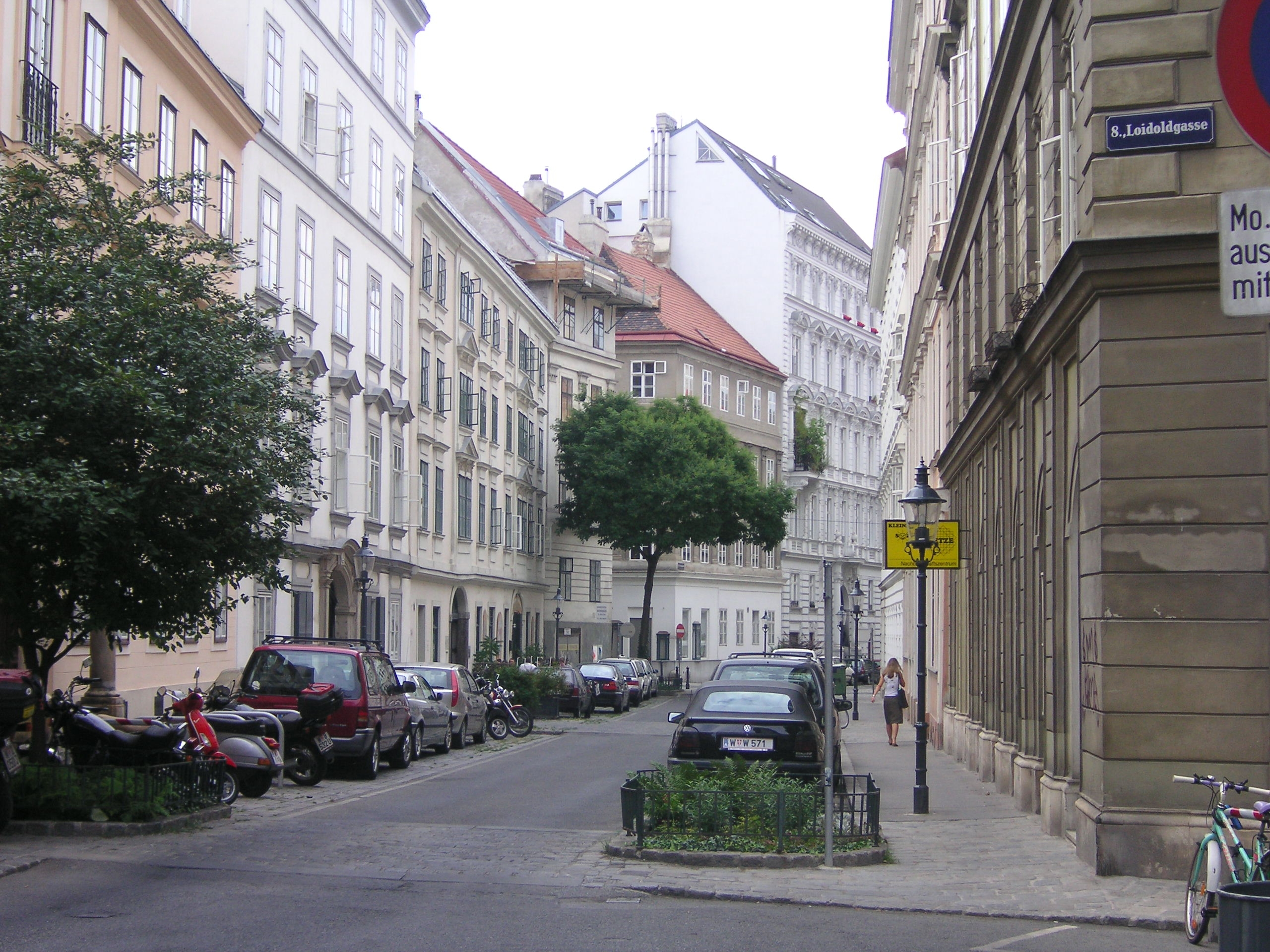
Una típica zona residencial muy cerca del centro de la ciudad. La calle se muestra aquí, Lenaugasse, lleva el nombre de Nikolaus Lenau.

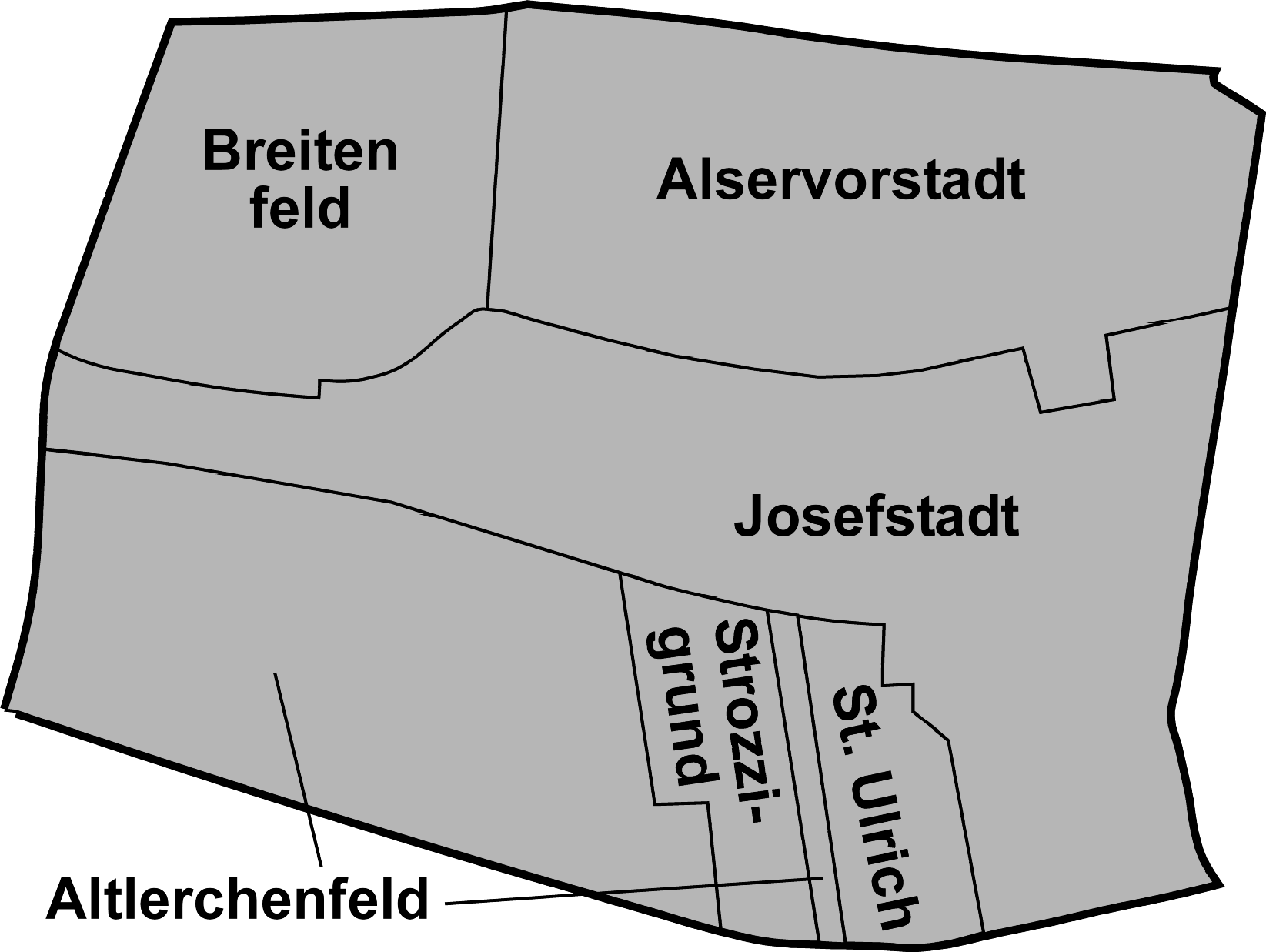
Secciones del distrito de Josefstadt.

Josefstadt es el octavo distrito de Viena (en alemán: VIII. Wiener Gemeindebezirk). Se encuentra cerca del centro de Viena y se estableció como distrito en 1850, aunque sus límites cambiaron posteriormente. Josefstadt es una zona urbana densamente poblada.
Tiene una población de 22.057 personas (2001).
Se compone de la antigua Vorstädte de Josefstadt, Breitenfeld, Strozzigrund, y Alt-Lerchenfeld, así como partes de St. Ulrich y Alservorstadt. Los límites del distrito son formados por Alser Straße (norte), Lerchenfelderstraße (sur), Hernalsergürtel y Lerchenfeldergürtel en el oeste, y Auerspergstraße y Landesgerichtsstraße en el este.
Josefstadt se ha convertido en un barrio de clase media. La mayoría de los alcaldes de Viena han vivido aquí, como lo hace el actual de Austria presidente. Debido a su proximidad a la Universidad de Viena, Josefstadt es también un distrito en el que viven muchos estudiantes.
Tras las elecciones municipales de 2005, Josefstadt se convirtió en el segundo distrito en la historia de Viena, después de Neubau, en tener un presidente del partido Los Verdes-La Alternativa Verde de Austria.

## Geografía
Josefstadt se encuentra en el centro de la ciudad de Viena. Con una superficie de 1,08 kilómetros2, es el distrito más pequeño de Viena ocupando sólo 0,26 % de la superficie de la ciudad. El distrito se encuentra entre el cinturón de Viena (Wiener Gürtel) y la Zweierlinie, y es uno de los barrios más densamente poblados de Viena. Sólo el 2% de la zona corresponde a pastos.

## Topografía
El distrito Josefstadt se encuentra en una meseta entre dos corrientes del Wienerwald ahora canalizados, aunque Josefstadt no llega a dichas corrientes. El río Als (Alserbach) (ahora dirigido bajo la Lazarettgasse) y el río Ottakringer (Ottakringer Bach) (hoy entre Lerchenfelder Straße y Neustiftgasse), antes de la urbanización de la zona, habían cavado profundos valles con fuertes pendientes en la zona, dando lugar a diferencias significativas en la altura dentro de las áreas del distrito. La frontera occidental del cinturón de Lerchenfelder se encuentra a una altitud de 204,5 metros, mientras que en el extremo oriental del distrito, la Plaza de la Friedrich-Schmidt se eleva a una altura de 180 metros. También existen diferencias de altitud entre el norte y el sur del distrito. Así, la intersección Kochgasse/Alserstraße, en el norte, alcanza los 185 metros de altura, la meseta Florianigasse-Skodagasse los 198 metros de altura, y la intersección de Lerchenfelder Straße/Kaiserstrasse (en el sur) los 196 metros de altura.

## Secciones del distrito
Josefstadt se formó a partir de los antiguos suburbios Altlerchenfeld, Breitenfeld, Josefstadt y Strozzigrund. A esto se sumó una porción del sur del suburbio de Alser (Alservorstadt) y una pequeña parte de St. Ulrich. En la zona noreste del distrito, entre Landesgerichtsstraße, Florianigasse y Feldgasse, se encuentra Alservorstadt, cuya parte norte pertenece al distrito de Alsergrund. En Alservorstadt se encuentra el Distrito Municipal (Magistratische Bezirksamt), el Tribunal Regional, el Museo de Etnología, así como el parque más grande del distrito, el Parque Schönborn. En el noroeste del distrito, entre el Gürtel, Florianigasse y Feldgasse se encuentra Breitenfeld. El norte de la calle Josefstädter y la zona sureste del distrito pertenecen al sub-distrito de Josefstadt. Los edificios más importantes son el Teatro de Josefstadt y la iglesia Piaristenkirche "Maria Treu". En Strozzigasse, está la pequeña sección del distrito Strozzigrund, con la oficina de impuestos. Entre el oeste y el este de Altlerchenfeld se encuentra Strozzigrund, donde en la Pfeilgasse se pueden encontrar varias residencias de estudiantes. En la zona sureste del distrito, en la zona sur de Piaristengasse, se encuentra una pequeña parte de St. Ulrich, cuya mayor parte se encuentra en el distrito adyacente Neubau.

## Política
| Presidentes del distrito desde 1945                 | Presidentes del distrito desde 1945 |
| --------------------------------------------------- | ----------------------------------- |
| Egon Schiska (KPÖ)                                  | 4/1945-7/1945                       |
| Gustav Lorant (ÖVP)                                 | 7/1945-11/1945                      |
| Richard Honetz (ÖVP)                                | 1945–1946                           |
| Hans Preyer (ÖVP)                                   | 1946–1950                           |
| Alexander Riedl (ÖVP)                               | 1950–1954                           |
| Franz Bartl (ÖVP)                                   | 1954–1959                           |
| Marie Franc (ÖVP)                                   | 1959–1964                           |
| Walter Kasparek (ÖVP)                               | 1964–1980                           |
| Ludwig Zerzan (ÖVP)                                 | 1990–1994                           |
| Franz Neubauer (ÖVP)                                | 1994–1998                           |
| Margit Kostal (ÖVP)                                 | 1998–2005                           |
| Heribert Rahdjian (Los Verdes-La Alternativa Verde) | 2005-2010                           |
| Veronika Mickel-Göttfert (ÖVP)                      | 2010–                               |

## Residentes notables
- Theodor Oppolzer
- Johann Lukas von Hildebrandt
- Anton Wildgans
- Karl von Frisch
- Heinz Fischer
- Kurt Gödel
- Marie von Ebner- Eschenbach
- Ödön von Horvath
- Milo Dor
- Anna- lulja Praun
- H.C. Artmann